# سيمبانغ (سنغافورة)
سيمبانغ (بالإنجليزية: Simpang): هي منطقة تخطيط تقع في المنطقة الشمالية من سنغافورة. كلمةسيمبانغ تعني ملتقى أو نقطة تقاطع في اللغة الملايوية.